# Yukarıkaşıkara, Yalvaç
Yukarıkaşıkara là một thị trấn thuộc huyện Yalvaç, tỉnh Isparta, Thổ Nhĩ Kỳ. Dân số thời điểm năm 2011 là 1.565 người.